# Kolimá

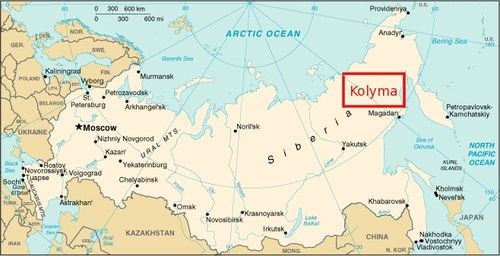
Localização aproximada da região de Kolyma

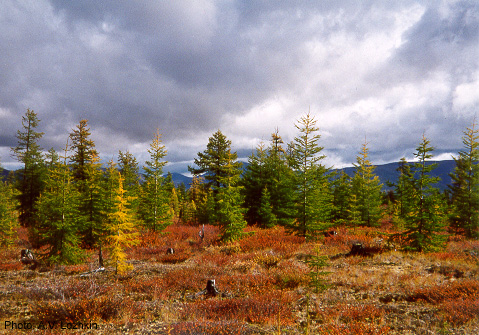
Região de Kolyma, Ártico Norte, Sibéria.

A região de Kolimá (em russo:  Колыма, AFI:  [kəɫɨˈma]) se localiza no extremo nordeste da Rússia, que é conhecido como Sibéria, mas que atualmente faz parte do Distrito Federal Oriental. A região é limitada pelo Mar Siberiano Oriental e pelo Oceano Ártico no norte, e pelo Mar de Okhotsk no sul. A região extremamente remota ganhou este nome devido ao rio Kolyma e pela cadeia montanhosa, parte da qual não tinha sido descoberta até 1926.
Magadan é a principal cidade da região, tem quase 100 mil habitantes e é o maior porto do nordeste da Rússia. Possui uma grande frota de pesca e o acesso ao mar permanece aberto todo o ano graças a quebra-gelos. Magadan é servido pelo próximo aeroporto de Sokol. Existem muitas empresas agrícolas públicas e privadas. Minas de ouro, fábricas de macarrão e salsichas, empresas de pesca e uma destilaria formam a base industrial da cidade.

## História
Sob o governo de Joseph Stalin, Kolyma tornou-se a região mais notória para os campos de trabalho forçados (Gulag). Eventualmente, cerca de 80 campos estavam espalhados pela região da Taiga desabitada. Dezenas de milhares de pessoas morreram em rota para a área ou nos locais de mineração de ouro, construção de estradas ou outros locais, entre 1932 e 1954.infelizmente, não existem arquivos confiáveis sobre o número total de vítimas do estalinismo Todos os números são estimativas. Em seu livro, Stalin (1996) Edvard Radzinsky explica como Stalin enquanto destruía sistematicamente seus companheiros de armas, eliminou todos os vestígios da história. Ele dirigiu pessoalmente a constante e implacável purga dos arquivos". Essa prática continuou a existir após a morte do ditador. Robert Conquest, autor deThe Great Terror  estima que cerca  três milhões pessoas morreram nos campos de kolyma. Foi a reputação de Kolyma que fez Alexander Soljenítsin, autor do Arquipélago Gulag, caracterizá-la como o "centro de frio e crueldade" no sistema Gulag. O monumento Máscara do Remorso em Magadan comemora todos aqueles que morreram nos campos de trabalho forçado de Kolyma.